# Set Poppius
Set Poppius, född 11 oktober 1885 i Stockholm, död 10 december 1972 i Stockholm, var en svensk journalist, redaktör och grundare av Poppius journalistskola.
Set Poppius var son till tullfiskalen Erik Gabriel Poppius (1840–1907) och hans hustru Jenny Cecilia Poppius (1842–1916), född Hazelius. Set hade sex syskon, varav hans äldre syster konstnären Minna Poppius gifte sig med flygbaronen Carl Cederström och hans äldre bror agronomen Daniel Poppius var riksdagsman.
Set Poppius blev tog studentexamen i Stockholm 1905 och bedrev humanistiska studier vid Uppsala universitet 1905–1912. Han var medarbetare i Dagens Nyheter 1910–1915, i Nya Dagligt Allehanda 1915–1928 och i Aftonbladet 1929–1934. Han var presskommissarie vid invigningen av Stockholms konserthus 1926. Grundade 1935 pressagenturen Nord Press. Chefredaktör för Skådebanan 1942–1954. Set Poppius grundade Poppius journalistskola 1947 och var dess rektor och innehavare fram till sin död. Han hade en god sångröst och var medlem i Orphei Drängar. 
Poppius läste vid universitetet för att bli präst eller kristendomslärare. Slumpen förde in honom på tidningsmannabanan. Med mer än 25 års erfarenhet av tidningsarbete bakom sig gjorde han, åren efter andra världskriget, en pionjärinsats för journalistutbildningen i Sverige. Skolan grundades under en period när det tidigare volontärsystemet hade slutat att fungera och innan den statliga journalistutbildningen påbörjades i början av 1960-talet. Den var länge den enda privata journalistutbildningen i Norden, endast i Tyskland och USA fanns liknande privata skolor. 
Han gifte sig 1923 med Ebba "Goll" Jönsson (1894–1985) som ansvarade för Poppius journalistskolas ekonomi och administration. Hon var dotter till bankdirektören Nils Peter Jönsson och Hilda Eufrosyne Wittsell. Många är de elever som besökt Set och Goll Poppius i våningen på Garvargatan 5 i Stockholm. Paret var barnlöst.
Makarna Poppius är begravda på Solna kyrkogård.